# Kasimir Edschmid
Kasimir Edschmid, pseudonimo di Eduard Schmidt (Darmstadt, 5 ottobre 1890 – Vulpera, 31 agosto 1966), è stato uno scrittore tedesco.
E noto soprattutto come teorico dell'espressionismo: Sull'espressionismo in letteratura (Uber den Expressionismus in der Literatur und die neue Dichtung, 1919).
Tra le altre opere, notevole il libro di viaggi Africa nuda e vestita (Afrika nackt und angezogen, 1929) e i volumi sull'Italia (Italien, 1935-68).

## Opere
- Verse, Hymnen, Gesänge (1911)
- Bilder, Lyrische Projektionen (1913)
- Timur (1916)
- Bernhard Hoetger (1916)
- Die Karlsreis (1918)
- Die Fürstin (1918)
- Stehe von Lichtern gestreichelt (1919)
- Über den Expressionismus in der Literatur und die neue Dichtung (1919)
- Die achatnen Kugeln (1920)
- Die doppelköpfige Nymphe. Aufsätze über die Literatur und die Gegenwart (1920)
- In memoriam Lisl Steinrück (1920)
- Kean (1921)
- Das Puppenbuch (1921)
- Frauen (1922)
- Hamsun, Flaubert (1922)
- Das Bücher-Dekameron. Eine Zehn-Nächte-Tour durch die europäische Gesellschaft und Literatur (1923)
- Basken, Stiere, Araber (1926)
- Afrika: Nackt und angezogen (1929)
- Jones und die Stiere
- Glanz und Elend Südamerikas (1931)
- Deutsches Schicksal (1932)
- Das Südreich. Roman der Germanenzüge (1933)
- Lorbeer, Leid und Ruhm (1935)
- Gärten, Männer und Geschichte (1937)
- Inseln, Römer und Cäsaren (1939)
- Hirten, Helden und Jahrtausende (1941)
- Das gute Recht (1946)
- Lesseps - Das Drama von Panama (1947)
- Seefahrt, Palmen und Unsterblichkeit (1948)
- Wenn es Rosen sind, werden sie blühen (1950)
- Der Zauberfaden (1951)
- Frühe Manifeste. Epochen des Expressionismus (1957)
- Tagebuch 1958-1960 (1960)
- Lebendiger Expressionismus. Auseinandersetzungen, Gestalten, Erinnerungen (1961)
- Portraits und Denksteine (1962)
- Briefe der Expressionisten (1964)
- Die frühen Erzählungen (1965)
- Italien. Landschaft, Geschichte, Kultur (1968)